# Họ Mối
Họ Mối, tên khoa học Termitidae, là một họ mối.

## Các phân họ
Họ này có các phân họ sau:
- Apicotermitinae Grassé & Noirot, 1955
- Foraminitermitinae Holmgren, 1912
- Macrotermitinae Kemner, 1934
- Nasutitermitinae Hare, 1937
- Sphaerotermitinae Engel & Krishna, 2004
- Syntermitinae Engel & Krishna, 2004
- Termitinae Latreille, 1802